# Raleigh-Durham Skyhawks
I Raleigh-Durham Skyhawks sono stati una squadra di football americano, di Raleigh, negli Stati Uniti d'America.

## Storia
La squadra è stata fondata nel 1991 e ha chiuso al termine della stagione stessa; ha perso tutti gli incontri disputati.